# Aspach-le-Bas
Aspach-le-Bas (Duits: Niederaspach) is een gemeente in het Franse departement Haut-Rhin (regio Grand Est). De plaats maakt deel uit van het arrondissement Thann-Guebwiller. Aspach-le-Bas telde op 1 januari 2022 1.273 inwoners.

## Geografie
De oppervlakte van Aspach-le-Bas bedroeg op 1 januari 2022 8,01 vierkante kilometer; de bevolkingsdichtheid was toen 158,9 inwoners per km².

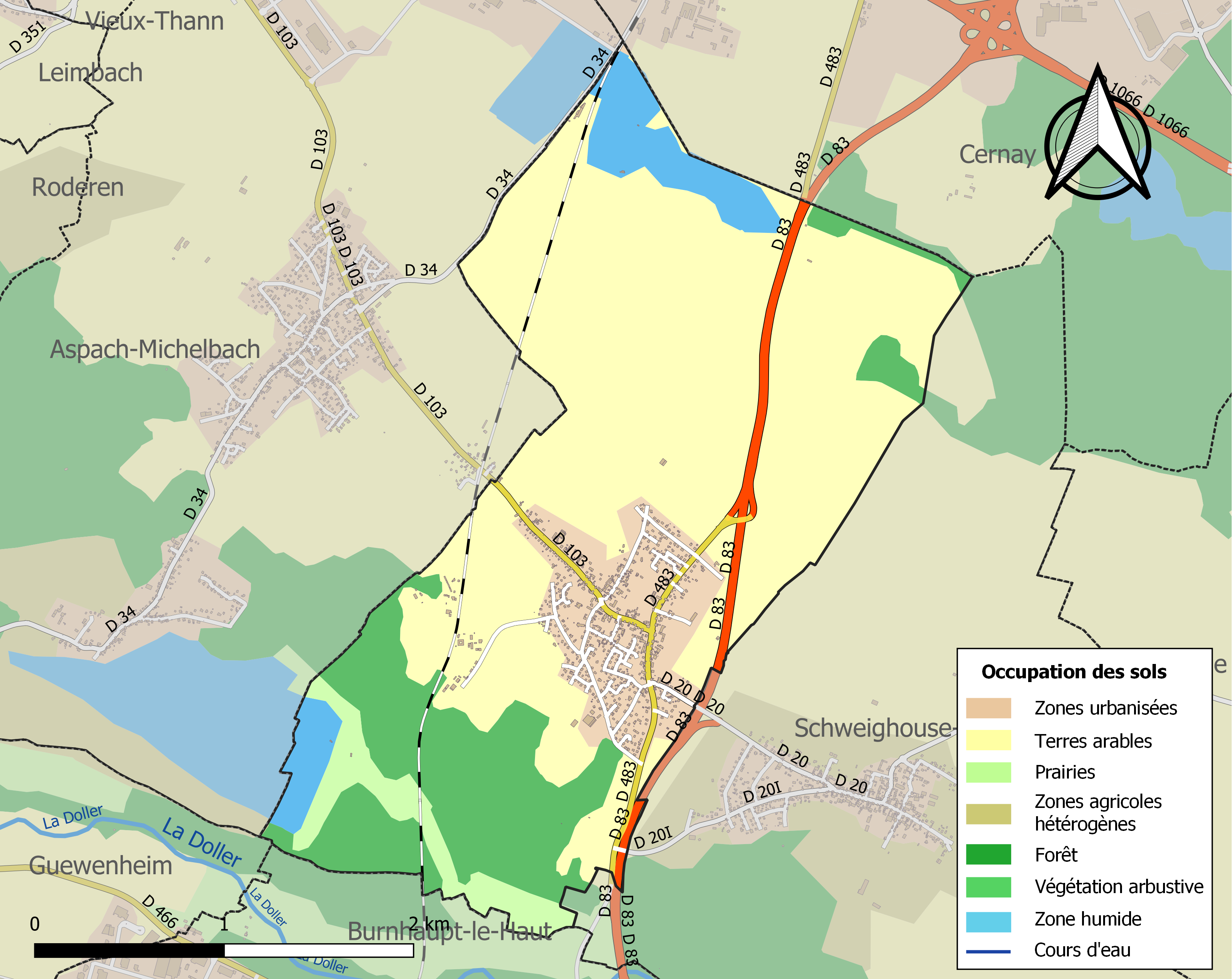
Kaart van de gemeente met de belangrijkste infrastructuur, bodemgebruik en omliggende gemeenten

## Demografie
Onderstaande figuur toont het verloop van het inwonertal (bron: INSEE-tellingen).